# Chris Claremont
Christopher Simon Claremont (Londra, 25 novembre 1950) è un fumettista e scrittore inglese.

## Biografia
Nato in Inghilterra, già in tenera età dimostra la sua passione per la scrittura. Ancora giovanissimo, migra negli Stati Uniti d'America, dove vive tuttora. A diciannove anni gli viene offerto uno stage di due mesi presso la Marvel Comics. In quel periodo scriverà il suo primo lavoro, una storia di poche pagine per un supplemento annuale (annual) della serie dedicata al personaggio di Nick Fury.
Finito questo periodo, Claremont cerca di intraprendere la carriera di attore e scrittore teatrale, continuando comunque a scrivere delle storie per la Marvel. Più tardi la casa editrice deciderà di assumerlo come assistente redattore per le sue testate in bianco e nero.
Nel 1975, la Marvel offrì a Claremont di scrivere la testata X-Men, che era appena stata rilanciata dal duo Len Wein e Dave Cockrum e salvata dalla cancellazione. Assieme a Cockrum e, soprattutto, a John Byrne, Claremont scriverà alcuni dei capitoli più amati dai lettori e dalla critica nella storia del fumetto seriale.
In questo lungo periodo ha rivoluzionato completamente il concetto di serie a fumetti, tessendo delle trame che si sviluppavano non in pochi numeri, ma in diversi anni, costruendo una saga pseudo-familiare di grande complessità.
Negli anni successivi Claremont creò molte altre collane fondamentali per la saga degli uomini X. Tra queste ricordiamo i Nuovi Mutanti e Excalibur, disegnata da Alan Davis. Alla fine degli anni ottanta scrive le prime storie della serie regolare dedicata al personaggio più famoso degli X-Men: Wolverine.
Claremont restò sulla serie fino al 1991, quando per alcune divergenze con la Marvel fu costretto ad abbandonarla; la Marvel infatti aveva cominciato a bocciargli parecchie idee (narrate in seguito nel volume X-Men Forever del 2009, in cui Claremont racconta come avrebbe sviluppato le sue sottotrame se non se ne fosse andato), soprattutto quella che prevedeva la morte di Wolverine: Chris, scrittore anche della serie regolare dell'artigliato canadese, era indispettito dal fatto che Logan apparisse in numerose altre serie, dove gli altri autori fornivano numerosi dettagli sul suo passato, spesso in contrasto con quanto da lui programmato, e aveva progettato di ucciderlo, per poi farlo risorgere come killer per conto della Mano (soggetto poi ripreso da Mark Millar nella saga Nemico Pubblico). Questo avrebbe portato alla chiusura della vendutissima serie personale del personaggio, e l'idea di sostituirla con una dedicata a Sabretooth (che egli riteneva essere il padre di Wolverine, altra idea poi caduta) non venne presa in considerazione. Inoltre, Claremont prevedeva di riportare tra le file degli X-Men anche Nightcrawler e Kitty Pryde, all'epoca personaggi di punta nella serie Excalibur, oltre la morte di Charles Xavier e al tradimento di Tempesta, tutte idee impopolari secondo i vertici della Marvel, che avrebbero portato ad un calo di vendite, dunque le due parti decisero di separarsi.
Dopo aver lasciato gli X-Men e la Marvel, Claremont è passato alla DC Comics, dove ha lanciato la serie Sovereign Seven, di breve vita e scarso successo. Scrive anche per la Dark Horse Comics una maxiserie dal titolo Alien vs. Predator e 3 numeri di Wildcats per la Wildstorm Comics (numeri 10-13).
Diviene anche il nuovo sceneggiatore di Gen 13 rilanciando la serie con i disegni di Ale Garza. La serie viene cancellata quasi subito per scarse vendite. Ha pubblicato anche due numeri della serie Prudence & Caution pubblicata dalla Defiant.
Richiamato alla Marvel da Bob Harras, editor-in-chief dell'editore newyorkese in quel periodo, ricomincia con un incarico come supervisore (subito abbandonato) e scrivendo la serie dedicata ai Fantastici Quattro, affiancato dal disegnatore Salvador Larroca; è poi tornato lentamente, sempre con Larroca, a quelle che possono essere considerate le sue creature: gli X-Men. Dopo una breve parentesi su Uncanny X-Men scrive X-Treme X-Men per poi tornare nuovamente su Uncanny X-Men (successivamente abbandonati di nuovo, sostituito da Ed Brubaker).
Dal 2006 scrive Exiles e sta per lanciare una nuova serie intitolata GeNext con protagonisti, ancora una volta, dei mutanti.
Nei film X-Men - Conflitto finale e X-Men - Giorni di un futuro passato appare in un breve cameo.